# Philippine International 1977
Il Philippine International 1977 è stato un torneo di tennis giocato sul cemento. È stata la 5ª edizione del Philippine International facente parte del gruppo Colgate-Palmolive Grand Prix 1977. Si è giocato a Manila nelle Filippine dal 14 al 20 novembre 1977.

## Campioni

### Singolare
Karl Meiler ha battuto in finale  Manuel Orantes per abbandono.

### Doppio
Chris Kachel /  John Marks hanno battuto in finale  Mike Cahill /  Terry Moor con il punteggio di 4–6, 6–0, 7–6.